# Château de La Verrerie (Cher)
Pour les articles homonymes, voir Château de la Verrerie.
Le château de La Verrerie est situé à Oizon dans le département du Cher, près d'Aubigny-sur-Nère, à la frontière entre le Berry et la Sologne, à proximité d'un étang alimenté par la Nère et séparant la forêt de Cleffy de celle de l'Aumone.

## Historique
Le nom de « La Verrerie » n'apparaît qu'à la fin du XVe siècle et traduit l'existence à cette époque d'une petite fabrique de verre. Cette fabrique est attestée du XVIIe siècle à 1815-1820.

### Les Stuarts
Au cours de la guerre de Cent Ans, le dauphin, futur Charles VII est contraint de faire appel à une vieille alliance passée entre le royaume de France et le royaume d’Écosse pour faire face à l’invasion anglaise : l’Auld Alliance. Son appel au secours est entendu par John Stuart de Darnley (voir à l'article consacré à ce vaillant capitaine ami de la France, un schéma généalogique situant les personnages cités plus loin), qui débarqua à La Rochelle en 1418 avec cent archers. Quatre vagues de débarquement d’Écossais se succédèrent jusqu’en 1424 pour participer au conflit. Jean Stuart et les premières vagues participèrent à la victoire de Baugé en Anjou le 22 mars 1421, qui fit dire au pape Martin V : « Vraiment les Écossais sont un remède contre les Anglais. » Cette victoire lui valut le titre de connétable d’Écosse, qui faisait de lui le commandant de l’armée écossaise au sein de l’armée du dauphin. Il est mentionné selon ce titre et sous le surnom affectueux « d’aimé cousin » dans divers archives notamment dans les actes de donations qui firent de lui le seigneur d'Aubigny-sur-Nère en 1422 et du comté d’Évreux en 1426, qu’il céda au roi l’année suivante contre 50 000 livres.
C’est sur les terres de la seigneurie d’Aubigny que son petit-fils, Bérault Stuart (vers 1450-† 1508 ; 4e seigneur d'Aubigny, fils de John/Jean Stuart, 3e seigneur d'Aubigny), ambassadeur et homme de guerre, connu pour ses campagnes au service du roi de France en Italie, construisit le corps du logis principal en brique et pierre, de style Louis XII, ainsi que la chapelle du château de la Verrerie. Il mourut en 1508, en Écosse près d’Édimbourg, alors qu’il avait été envoyé en mission secrète par Louis XII auprès du roi Jacques IV. La chapelle, dédiée à la Vierge, a été consacrée en 1511.
En 1520-1525, le gendre et petit-cousin de Bérault, Robert Stuart de Lennox, époux de sa fille Anne Stuart, qui fut un maréchal de France et un compagnon d’armes de Bayard, fit construire la galerie sud, Renaissance, perpendiculaire au logis principal. Il fut aussi à l’origine de la reconstruction d’Aubigny-sur-Nère après l'incendie de 1515 qui ravagea la ville.
Les seigneuries appartenant à la famille des Stuart d’Aubigny furent transmises selon le principe de primogéniture (de fils aîné en fils aîné) ou par le biais de mariages au sein de la famille. Bérault Stuart qui n'avait que des filles maria l’une d'elles, Anne Stuart, à son cousin Robert Stuart de Lennox († 1544), maréchal de France venu d’Écosse, fils cadet de John Stuart de Darnley 1er comte de Lennox (fils d'Alan/Alain Stuart de Darnley, 2e seigneur d'Aubigny, lui-même le frère aîné de John Stuart, le 3e sire d'Aubigny rencontré plus haut, et l'oncle de Bérault).
Robert Stuart n’ayant pas eu d’enfant dut avoir recours à une autre méthode pour garder le patrimoine d'Aubigny dans la famille. En effet, Robert Stuart n'eut d'enfant ni avec sa première épouse, Anne Stuart d'Aubigny, ni avec la seconde, Jacqueline de La Queu(i)lle/de La Queille (1525-1579 ; de Castelnau-Bretenoux-Caylus par sa mère Marguerite de Castelnau, 1re femme de François de La Queuille de Châteauneuf-du-Drac). Ils adoptèrent la demi-sœur cadette de cette dernière, Anne de La Queuille (d’Espinay-branche d'Ussé et Segré par sa mère Anne d'Espinay, 2e femme de François de La Que(u)ille), avant de la marier à l’un des petits-neveux de Robert, Jean Stuart, 6e sire d'Aubigny († 1567) ; frère du régent Mathieu, 4e comte de Lennox, et fils benjamin de Jean Stuart, † assassiné en 1526, 3e comte de Lennox ; lui-même fils de Mathieu, 2e comte de Lennox et baron de Darnley, † 1513, le frère aîné dudit maréchal Robert). Ce dernier, arrivé avec son frère aîné Mathieu, héritier de Lennox et de Darnley, obtint la seigneurie d'Oizon ; ils furent confiés à leur grand-oncle le maréchal Robert par leur mère Elisabeth Stuart d'Atholl, fille de John, pour les protéger après la mort violente de leur père.
Le 6e sire d'Aubigny, John Stuart († 1567), fut père d'Esmé Ier Stuart († 1583), 7e seigneur d'Aubigny et 1er duc de Lennox, mari de Catherine, fille de Guillaume de Balsac seigneur d'Entragues et Marcoussis : parents de Ludovic (1574-1624), 1er duc de Richmond, 2e duc de Lennox et 8e sire d'Aubigny, et d'Esmé II (1579-1624 ; 3e duc de Lennox et 9e — ou 8e — sire d'Aubigny). Trois fils cadets d'Esmé II furent les 9e, 10e et 11e sires d'Aubigny : Henry (1616–1632), George Stuart (1618-1642), et Ludovic II (1619–1665 ; fait cardinal peu avant sa †). George fut père de Charles (1638–1672), 3e duc de Richmond, 6e duc de Lennox et 12e seigneur d'Aubigny, sans postérité, le dernier mâle des Stuarts d'Aubigny.
Ainsi, Aubigny et le château de la Verrerie restèrent dans le patrimoine de la famille Stuart d'Aubigny jusqu’en 1672, date à laquelle le dernier héritier Charles Stuart, onzième ou douzième seigneur d'Aubigny décéda. Le château de la Verrerie et le reste du patrimoine des Stuarts revinrent alors à la Couronne de France comme l’acte de donation de Charles VII le prévoyait.

### Les Lennox
À ce moment, l'héritier de la seigneurie était le roi Charles II d'Angleterre, lui aussi descendant de Jean Stuart (son grand-père était Jacques VI, fils de Marie Stuart et de Darnley, lui-même fils du régent Mathieu dont le quadrisaïeul était ledit John Stuart de Darnley d'Aubigny), mais Louis XIV ne reconnaît pas cette succession et met la main sur Aubigny.
En 1684, Louis XIV, à la demande de Charles II (1630-1685) qui fait valoir que cette terre avait appartenu à ses ancêtres les Stuarts, fait de Louise-Renée de Penancoët de Keroual (1649-1734), maîtresse dudit roi Charles II, la duchesse d'Aubigny, pairesse de France : le duché-pairie d'Aubigny est constitué à partir de la châtellenie d'Aubigny-sur-Nère et de ses dépendances ; les lettres n'ayant pas été enregistrées, elle s'éteint avec la duchesse en 1734, avant de faire l'objet de lettres de relief en 1777 pour les héritiers de la duchesse, c'est-à-dire les enfants illégitimes de Charles II.
En effet, à la mort du roi Charles II, Louise de Kéroualle, duchesse de Portsmouth, qui était en fait une espionne du roi de France, quitta précipitamment Londres où elle abandonna tous ses biens. En compensation, Louis XIV concède Aubigny, érigé en duché, à la maîtresse du roi Charles, ladite Louise de Kéroualle.
En 1734, le duché d'Aubigny passe alors à son petit-fils Charles II Lennox (1701-1750 ; 2e duc de Lennox, de Richmond et d'Aubigny), enfant du fils que Louise avait eu du roi Charles II, Charles 1er Lennox (1672-† en 1723 avant sa mère ; 1er duc de Lennox et de Richmond, comte de March et de Darnley). Ses descendants conservent le château de La Verrerie jusque dans la 1re moitié du XIXe siècle, avec son fils le 3e duc Charles III Lennox (1735-1806) ; puis le neveu de ce dernier, le 4e duc Charles IV Lennox (1764-1819 ; fils de George-Henry Lennox, frère puîné du 3e duc) ; enfin le fils de ce dernier, le 5e duc Charles V Gordon-Lennox (1791-1860). Mais le 5e duc se refusant à payer les droits de succession sur le domaine, il est mis en adjudication.

### Les Vogüé

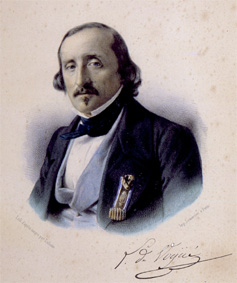
Léonce de Vogüé

Le 25 mai 1842, le château de La Verrerie est acquis en adjudication par Léonce de Vogüé qui y installe sa nombreuse famille.
À partir de 1892, le marquis Louis de Vogüé fait effectuer des agrandissements par l'architecte parisien Ernest Sanson. En 1895, il fait construire l'aile sud qui abrite les salles de réception et la plupart des chambres.
Le château de la Verrerie est toujours propriété de la famille de Vogüé.

## Parc et étang
A l'ouest du château et approvisionné par la Nère se trouve l'étang de la Verrerie au sein du parc de 40 hectares.

## Protection
Le château fait l’objet d’une inscription au titre des monuments historiques depuis le 24 février 1926. Certaines parties anciennes du château sont classées au titre des monuments historiques par arrêté du 27 janvier 1987 : les façades et toitures du châtelet et du corps de bâtiment Est, datées de la fin du XVe siècle, la chapelle et la galerie du XVIe siècle et les façades et les toitures de la partie du XIXe siècle.

## Architecture
Le corps de logis la chapelle et le poterne sont de style Louis XII et ont été construits pour Béraut Stuart à la fin du XVe siècle. L'aile sud avec galerie aussi de style Renaissance a été ajoutée vers 1525 pour Robert Stuart et Jacqueline de la Queille. L'escalier à vis est en hors-d'œuvre.
Des modifications et agrandissements ont été effectués en 1894.

## Lieu de tournage
En 2015, une équipe de l'émission Secrets d'Histoire a tourné plusieurs séquences au château dans le cadre d'un numéro consacré à Jeanne d'Arc, intitulé Jeanne d'Arc, au nom de Dieu, diffusé le 22 septembre 2015 sur France 2.

## Concerts

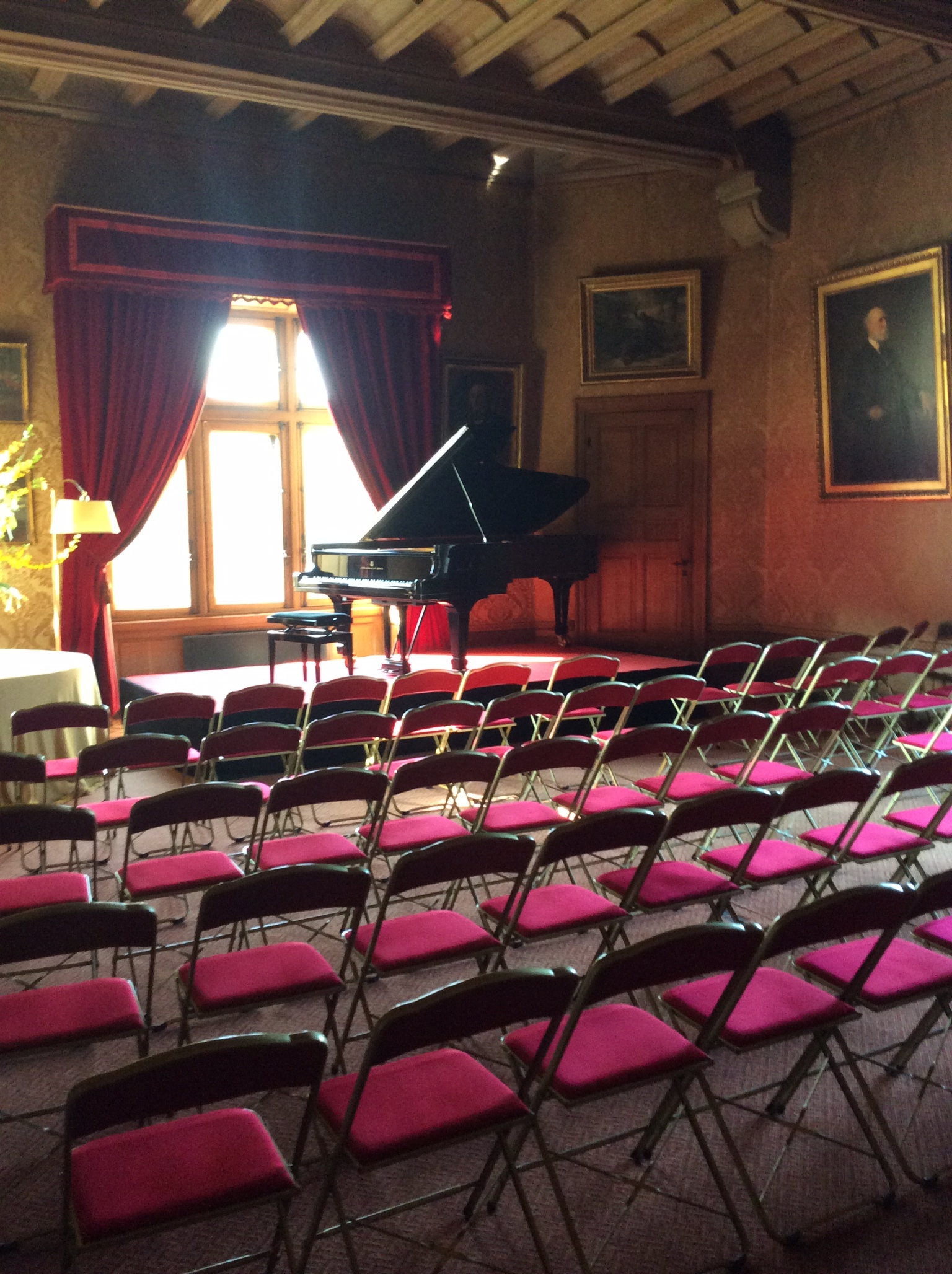
Salle de concert et piano Steinway.

Le château programme une série de concerts prestigieux de musique classique intitulée « Les Rencontres musicales de La Verrerie » avec un piano Steinway de concert. Il a accueilli les musiciens suivants : Frédéric Aguessy, Racha Arodaky, Giovanni Bellucci, Boris Berezovsky, David Bismuth, Philippe Cassard, Bertrand Chamayou, Frédéric Chiù, Jean-Philippe Collard, Marc Coppey, Henri Demarquette, Eric Heidsieck, Jean-Jacques Kantorow, Cyprien Katsaris, Vahan Mardirossian, Géry Moutier, Kun-Woo Paik, Anne Queffélec, Muza Rubackyte, Alexandre Tharaud, Cédric Tiberghien, Frédéric Vaysse-Knitter, Pierre-Alain Volondat, François Weigel, Zhu Xiao-Mei.